# Schlotheimia lancifolia
Schlotheimia lancifolia är en bladmossart som beskrevs av Edwin Bunting Bartram 1932. Schlotheimia lancifolia ingår i släktet Schlotheimia och familjen Orthotrichaceae. Inga underarter finns listade i Catalogue of Life.